# طراحی دانمارکی

ساعت آرنه یاکوبسن در تالار شهر گلوستروپ، گلوستروپ، دانمارک

طراحی دانمارکی (به انگلیسی: Danish Design) سبکی از طراحی و معماری کارکردگرا است که در اواسط قرن بیستم توسعه یافت. بسیاری از طراحان دانمارکی تحت تأثیر مکتب آلمانی باوهاوس، از فن‌آوری‌های صنعتی جدید، همراه با ایده‌های سادگی و کاربردی برای طراحی ساختمان‌ها، مبلمان و اشیاء خانگی استفاده کردند که بسیاری از آن‌ها نمادین شده‌اند و هنوز در حال استفاده و تولید هستند. نمونه‌های برجسته صندلی تخم‌مرغ، چراغ‌های پی‌اچ و خانهٔ اُپرای سیدنی (استرالیا) هستند.

## تاریخچه
معیار فرهنگ دانمارکی با مشارکت اولیه توسط توروالد بیندسبال (۱۹۰۸–۱۸۴۶ میلادی) در زمینه‌های طراحی سرامیک، جواهرات، صحافی، نقره‌کاری و مبلمان اعتبار بخشید، اگرچه او در بقیهٔ جهان به خاطر خلق نشان کارلزبرگ (۱۹۰۴ میلادی) شناخته می‌شود، اما شیوۀ او امروز نیز استفاده می‌شود. این معیار همچنین شامل کنود وی. انگلهارت (۱۹۳۱–۱۸۸۲ میلادی) برای رویکرد صنعتی‌تر، به ویژه در خطوط گرد طرح‌های تراموای برقی او که به‌ طور گسترده کپی شد، نیز می‌گردد. در زمینهٔ منسوجات، ماری گودمه لث (۱۹۹۷–۱۸۹۵ میلادی) فرآیند چاپ سیلک را به دانمارک آورد و در سال ۱۹۳۵ میلادی کارخانه‌ای را افتتاح کرد که به او اجازه داد الگوهای رنگارنگ خود را بر اساس اصول صنعتی تولید کند. آگوست سندگرن کارکردگرایی را در طراحی صحافی‌های استادانۀ خود معرفی کرد.

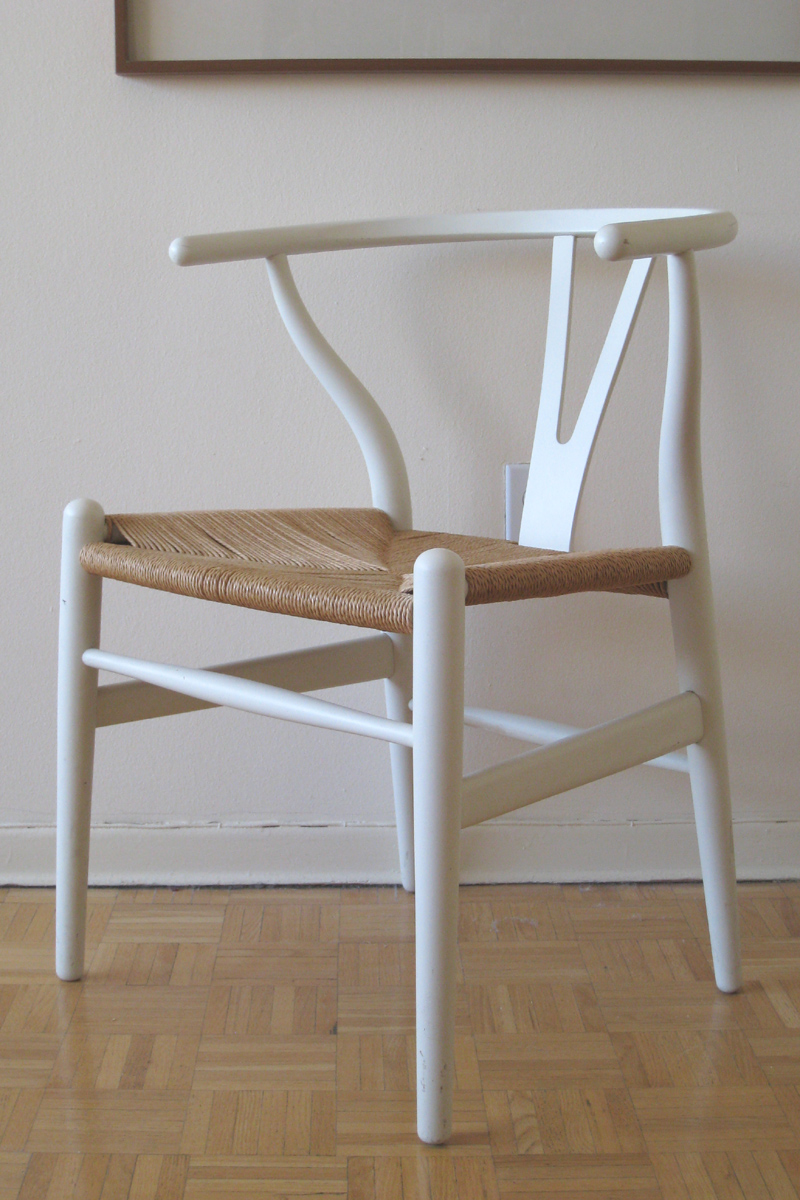
فرم‌ها و مواد «صندلی جناغی» هنس وگنر نمایانگر زیبایی‌شناسی جنبش است

در اواخر دههٔ ۱۹۴۰ میلادی، اندکی پس از پایان جنگ جهانی دوم، شرایط دانمارک برای موفقیت در طراحی مناسب بود. تأکید بر مبلمان بود، اما معماری، نقره‌کاری، سرامیک، شیشه و منسوجات نیز از این روند سود بردند. صنعتی‌سازی دیرهنگام دانمارک همراه با سنت صنعتگری با کیفیت-بالا اساس پیشرفت تدریجی به سمت تولید صنعتی را تشکیل داد. پس از پایان جنگ، اروپایی‌ها مشتاق یافتن رویکردهای جدید مانند مبلمان چوبی سَبُک از دانمارک بودند. در نهایت، حمایت دانمارک از آزادی بیان فردی به این امر کمک کرد.
مدرسهٔ مبلمان تازه تأسیس در آکادمی هنر سلطنتی دانمارک نقش قابل توجهی در توسعهٔ طراحی مبلمان ایفا کرد. کاره کلینت کارکردگرایی را بر اساس اندازه و نسبت اشیاء آموزش داد و تأثیر قابل توجهی داشت. هنس جی. وگنر، که به عنوان کابینت‌ساز آموزش دیده بود، با حس منحصر به فردی از فرم، به ویژه در طراحی صندلی کمک کرد.
بورگه موگنسن به عنوان رئیس مبلمان اف‌دی‌بی، اثاثیهٔ ساده و مستحکم را برای خانوادهٔ متوسط دانمارکی طراحی کرد. فین یول رویکردی فردگرایانه را در طراحی صندلی‌هایی با ظاهری جذاب اما کاربردی نشان داد.
در اوایل دههٔ ۱۹۵۰، طراحی آمریکایی بر مبلمان دانمارکی نیز تأثیر گذاشت. چارلز ایمز آمریکایی صندلی‌هایی از لوله‌های چوبی و فولادی را طراحی و تولید کرد. اینها آرنه یاکوبسن را تشویق کرد تا صندلی مورچۀ معروف خود را طراحی کند، اولین صندلی تولید صنعتی دانمارک. علاوه بر این، هنگامی که مبلمان شیکر — و به ویژه شهرت آن برای صندلی‌های برهنه — در خارج از کشور بیشتر و بیشتر شناخته شد، بر طراحان دانمارکی نیز تأثیر گذاشت.
پوئل کیارهولم، ورنر پنتون و نانا دیتزل چند سال بعد ادامه دادند و داستان موفق طراحی دانمارکی را ادامه دادند. کیارهولم عمدتاً در فولاد و چرم کار می‌کرد، پنتون در طول دههٔ ۱۹۶۰ میلادی دانمارک را ترک کرد تا به طراحی صندلی‌های پلاستیکی تخیلی اما بسیار نامتعارف ادامه دهد، در حالی که نانا دیتزل، که همچنین رویکردی به شدت فردگرا داشت، در کمک به تجدید طراحی مبلمان دانمارکی در دههٔ ۱۹۸۰ میلادی موفق بود.